# Gneis Acasta

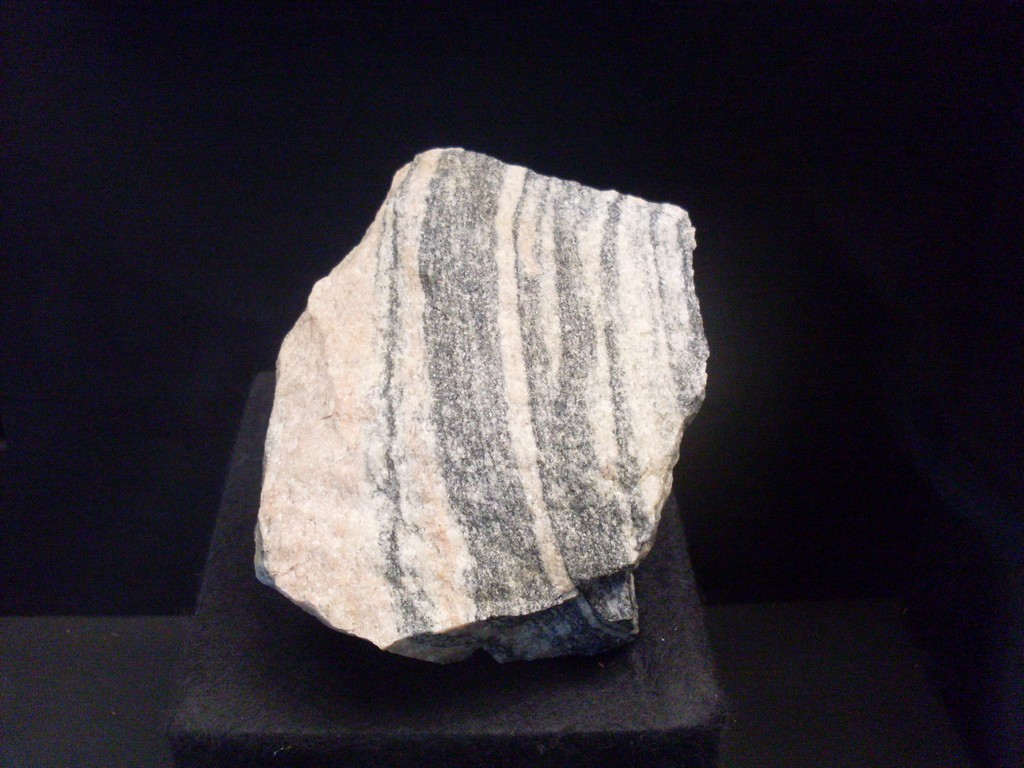
Fragmento exhibido en el Museo de Historia Natural en Viena.

El gneis Acasta es una formación geológica de gneis tonalítico hadeico ubicada en el cratón Slave en los Territorios del Noroeste, Canadá, en una isla a unos 300 km al norte de Yellowknife. Es el fragmento de la corteza terrestre intacto más antiguo que se conoce, para el que se ha estimado una edad de entre 4031 a 3580 millones de años.
Fue descubierto en 1989, y fue denominado por su proximidad al río Acasta al este del Gran Lago del Oso. Los afloramientos del gneis Acasta se encuentran en una zona remota del territorio del pueblo Tlicho.

## Geología
La roca expuesta en el afloramiento proviene de un granitoide que posee una antigüedad de 4200 millones de años; una edad determinada mediante la datación radiométrica de cristales de zircón. El gneis Acasta es importante para establecer la historia primitiva de la corteza continental. Se formó en el eón Hádico, que abarca desde la formación de la Tierra hasta hace 4000 Ma, que precedió al eón Arcaico (de 4000 a 3600 Ma).

## Disputa sobre el récord
Un equipo de la Universidad McGill ha informado sobre un afloramiento que tendría 4280 millones de años de antigüedad en el cinturón de rocas verdes de Nuvvuagittuq sobre las costas orientales de la bahía de Hudson, a 40 km al sur de Inukjuak, Quebec, Canadá. Sin embargo, el método de fechado utilizado no fue una datación radiométrica similar basada en cristales de zircón y, por lo tanto, es dudoso si la antigüedad indicada representa la edad de la roca o la firma isotópica residual de material más antiguo que se fundió formando la roca. Este fechado ha sido disputado y se considera que esta roca sería más moderna.

## Exposición
En el 2003 un equipo del Smithsonian Institution recolectó un fragmento de cuatro toneladas de Gneis Acasta para exponerlo en las inmediaciones del Museo Nacional de los Indios Americanos en Washington D. C.